# 6631 Pyatnitskij
6631 Pyatnitskij eller 1983 RQ4 är en asteroid i huvudbältet som upptäcktes den 4 september 1983 av den sovjetisk-ryska astronomen Ljudmila Zjuravljova vid Krims astrofysiska observatorium på Krim. Den är uppkallad efter den ryske musikern Mitrofan Pyatnitsky.
Asteroiden har en diameter på ungefär 14 kilometer.